# Мамедов, Шамхал Али Мамед оглу
Шамхал Али Мамед оглу Мамедов (азерб. Şamxal Məmmədov; 10 октября 1910, Карягино, Кавказское наместничество — 20 ноября 1984, Баку) — азербайджанский химик, доктор химических наук, член-корреспондент НАНА (1967).

## Биография
Мамедов Шамхал родился 10 октября 1910 году в городе Карягино. В 1932 году окончил Азербайджанский Государственный Педагогический Институт. В 1937–1943 гг. был заведующим лабораторией в Институте Химии Азербайджанского филиала АН СССР, а в 1943–1949 гг. являлся директором этого института. Основная научная деятельность была связана с синтезом и исследованием гликолевых эфиров с биологическими свойствами. Им были разработаны десятки методов синтеза гликолевых эфиров, на основании этих методов было получено около 500  соединений и зарегистрированы в Index Chemicals США.

## Научные труды
Ш. А. Мамедов опубликовал около 200 работ, в том числе 40 были опубликованы за рубежом. Имеет 35 патентов.
- Ш. А. Мамедов, Исследование в области синтеза простых эфиров гликолей, Баку: Издательство Аз ФАН, 1944. – 96 с.

## Награды
- орден «Знак Почёта» (09.06.1959)
- медали